# Adam Skirving

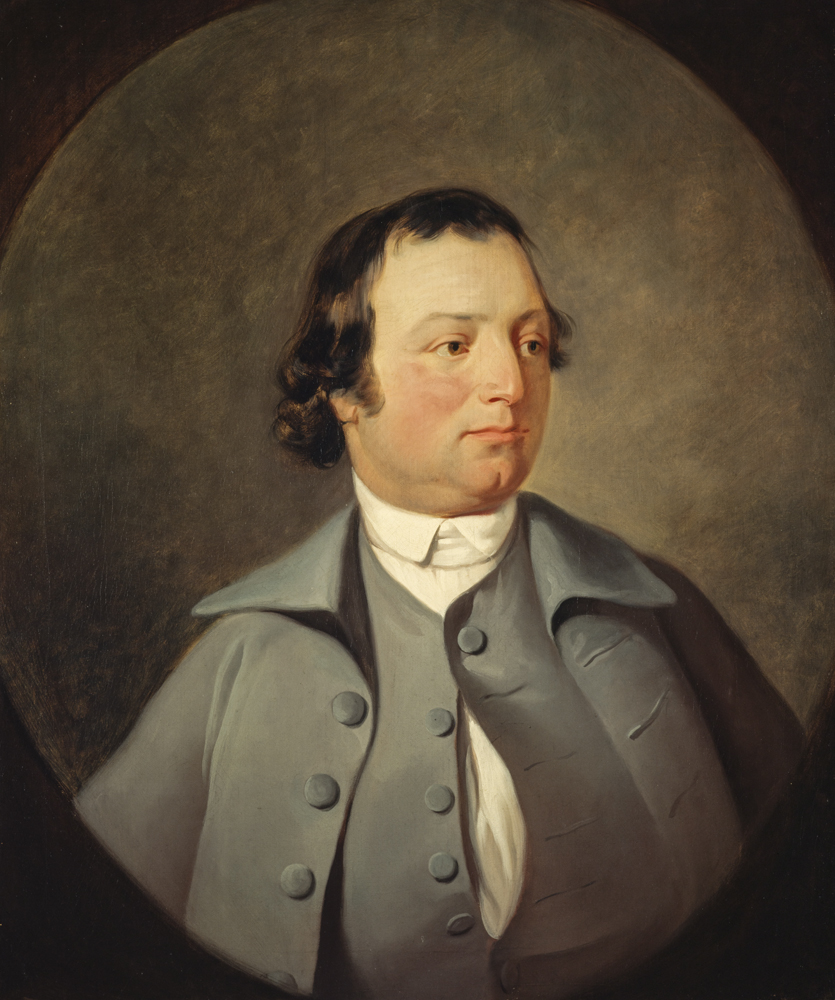
Adam Skirving

Adam Skirving (Haddington, 1719 - abril de 1803) fue un compositor de canciones escocés.
Nació en Haddington, y trabajó de granjero en Garleton, muy cerca de su ciudad natal. Murió en abril de 1803, y fue incinerado en Athelstaneford.
Su reputación se sustenta principalmente en dos baladas Jacobitas en la batalla de Prestonpans, una de ellas, Hey, Johnnie Cope, Are Ye Waking Yet?, cosechó la popularidad suficiente como para encontrarse en la mayoría de las colecciones de canciones folclóricas escocesas.